# 真堂圭
真堂圭（日语：／ Shindō Kei，1984年9月10日—）是日本女性聲優，AXL ONE所屬，千葉縣出身。
本名，舊藝名齊藤圭（斉藤圭），讀音皆為。

## 人物
2005年，參加電視動畫《極速攝殺》女主角、天王洲神樂公開甄選。第1次、第2次審査合格者共有十位分別是仲井繪里香、池田沙耶香、藤田咲子（現：藤田咲）、宮崎羽衣、小滝いづみ、樹元織江、齊藤智美、齋藤圭、井口裕香、曾田光星，齋藤圭在公眾投票得票最低，但審查後，起用了齋藤圭。

## 出演作品
- 粗體字為主要角色

### 電視動畫

#### 2000年代
2005年
- 玻璃面具（江川ルリ）
- 地獄少女（亜矢の取り巻き）
- SHUFFLE!（女學生A）
- 極速攝殺（天王洲神樂）
- SoltyRei（TVコンパニオン、中華娘、女子）

2006年
- 處女愛上姊姊（小鳥遊圭）
- 地獄少女 二籠（茂木惠美）
- NIGHT HEAD GENESIS（天元知美）
- 西方善魔女（文藝部員1）
- Marginal Prince —月桂樹的王子們—（幼いアルフレッド）
- 魔法美少女（吉川春生（幼少時）、女學生）
- 夢使者（三島燐子）
- （川村麻由）
- 徹之進（犬山ルミ）

2007年
- AYAKASHI（花井のり子）
- 一騎当千 Dragon Destiny（劉備玄德）
- 大江戶火箭（おぬい）
- 怪物王女（女學生C）
- 校園烏托邦 學美向前衝！（聖櫻學園學生A）
- 風之聖痕（ティアナ）
- 機動戰士GUNDAM 00（王留美）
- 萌少女的戀愛時光（鏡黑）
- SHUFFLE! MEMORIES（女學生A）
- BAMBOO BLADE（原田小夏）

2008年
- 一騎当千 Great Guardians（劉備玄德）
- 機動戰士GUNDAM 00第二季（王留美）
- 可愛巧虎島（ユニくん）
- 純情羅曼史（老師）
- S・A（1組女子A）
- 楚楚可憐超能少女組（小夜）
- 逮捕令（男子）
- 隱王（黑岡野詩縞、白玉）
- Mission-E（女學生、女子）
- 十字架與吸血鬼（蝶野蜆、侍女）
- 魔法學園MA（御狩谷遙）

2009年
- 戰鬥陀螺 鋼鐵奇兵（天野圆）
- 超能力大戰（華夏）
- 塔麻可吉!（小甜心/Lovely）
- 奇蹟少女KOBATO.（滿里奈）
- 碧陽學園學生會議事錄（新聞部員）
- 魔力充電娘（塔子、箱根的朋友）

#### 2010年代
2010年
- 花丸幼稚園（杏）
- 守護貓娘緋鞠（靜水久）
- 一騎當千 XTREME XECUTOR（劉備玄德）
- 戰鬥陀螺 鋼鐵奇兵 爆（天野圓）

2011年
- 蠟筆小新（女性B、女高中生B）
- 戰鬥陀螺 鋼鐵奇兵 4D（天野圆）
- NO.6（借狗人）
- 境界線上的地平線（直政）
- 忍者乱太郎（牡丹）

2012年
- 足球騎士（逢澤美都）
- 夏色奇蹟（相澤大樹）
- 蠟筆小新（廣告旁白）
- 咲-Saki- 阿知賀篇 episode of side-A（宇津木玉子）
- 就算是哥哥，有愛就沒問題了，對吧（秋葉）
- 戰鬥陀螺 鋼鐵奇兵 ZEROG（天野圓）
- 最強學生會長Abnormal（2歲的人吉善吉）

2013年
- 八犬傳－東方八犬異聞－ 第二季（早紀）
- 魔奇少年 The Kingdom of Magic（奧魯巴）
- 伽利略少女（葉月·法拉利）

2014年
- WIZARD BARRISTERS～弁魔士賽希爾（穗樽夏菜）
- 戰鬥飛輪 - 超激戰（Jimmy Cruz）

2015年
- The Rolling Girls（鈴本典子）
- 魔术快斗1412（健太）
- 俺物語！！（女子1）
- 潮與虎（中島達也）
- OVERLORD（安特瑪·瓦希利薩·澤塔）
- 神奇寶貝XY（米茹菲，XY79集起）
- Battle Spirits 烈火魂（群青早云）

2016年
- 蠟筆小新（優美）
- 我的英雄學院（耳郎響香）
- Battle Spirits Double Drive（茂上卯咲、影影）
- 神奇寶貝太陽&月亮（莉莉艾）

2017年
- 我的英雄學院 第2期（耳郎響香、學生）
- 見習神仙 秘密的心靈（皮可太）
- 多美超級救援DRIVE HEAD機動救急警察（石野人）
- Fate/Apocrypha（紅之Assassin）

2018年
- 新幹線戰士（青龍、清洲美優）
- OVERLORD II（安特瑪·瓦希利薩·澤塔）
- 我的英雄學院 第3期（耳郎響香、轟冬美）
- OVERLORD III（安特瑪·瓦希利薩·澤塔、愛雪·伊福·利爾·菲爾特）
- BAKUMATSU（霞[1]）
- 魔法禁書目錄III（凱莉莎[2]）

2019年
- 一騎當千 Western Wolves（劉備玄德）
- 我的英雄學院 第4期（耳郎響香、轟冬美）
- 寶可夢 旅途（小豪〈6歲〉、同班同學、偷兒狐、掘掘兔、喬伊）

#### 2020年代
2020年
- 寶可夢 旅途（小豪的尾立、記者、小豪的小球飛魚、猴怪、百變怪、女童、小智的利歐路、女孩子、美麗花、莉莉艾、小春的伊布）
- 異世界四重奏2（安特瑪）
- 掠夺者（伊·杨·夏洛）
- BORUTO-火影新世代-NARUTO NEXT GENERATIONS-（麥野〈幼少期〉）
- 更多！怪俠索羅利（優利亞）

2021年
- 寶可夢 旅途（雷丘、藍花蓓蓓、拳海參、戰舞郎）
- 我的英雄學院 第5期（耳郎響香、轟冬美、小森希乃子）
- 通靈王（第2作）（瑪莉歐·法娜）
- 新幹線戰士Z（青龍）
- 蠟筆小新（女孩子）

2022年
- 寶可夢 旅途（啪咚猴、沙奈朵、羅絲雷朵、女子播報員）
- 真·一騎當千（劉備玄德）
- 青之蘆葦（橘都[3]）
- OVERLORD IV（安特瑪·瓦希利薩·澤塔）
- 我的英雄學院 第6期（小森希乃子、耳郎響香）
- 名偵探柯南（風間雪）

2023年
- 寶可夢 旅途 目標是寶可夢大師（拉帝亞斯、喬伊、綠毛蟲）
- 我的英雄學院 第6期（轟冬美、女性記者）
- 寶可夢 地平線（莫麗[4]）
- 天國大魔境 ( 多羅雄 )

2024年
- 通靈王 FLOWERS（瑪莉歐·法娜[5]）
- 我的英雄學院 第7期（耳郎響香、轟冬美）

2025年
- 特裝合體機器人 Jobraver（警察ジョブロイド（分析官） Shoko[6]）

### OVA
- KITE LIBERATOR（野口愛月）
- 萌少女的戀愛時光 （鏡黑）
- 萌少女的戀愛時光 第2期（鏡黑）

2010年
- 腐女子的品格（腐女子）

2013年
- 人魚又上鉤（真奈）※漫畫第9集附DVD特裝版

2016年
- OVERLORD（安特瑪·瓦希利薩·澤塔）

### 劇場動畫
2011年
- 蠟筆小新：風起雲湧！黃金間諜大作戰（女大學生）

2018年
- 我的英雄學院劇場版：兩個人的英雄（耳郎響香）

2019年
- 我的英雄學院劇場版：英雄新世紀（耳郎響香）
- 劇場版新幹線戰士：來自未來的神速ALFA-X（青龍）

### 網路動畫
2023年
- 帕底亞的課後時光（魔幻假面喵）

### 遊戲
- 一騎当千 Shining Dragon（劉備玄德）
- 召喚夜響曲4（エリカ）
- Million knights Vermilion（タマラ）
- Dream C Club（魅杏）
- Elemental Battle Academy（菲歐蕾＝衣琉希翁／フィオレ＝イリュシオン）
- 密室のサクリファイス（ミキ）
- 境界之詩 (艾爾巴蘭第一王女 艾莉絲、夏綠蒂、多莉、莉莉絲、莫妮卡、潔諾比雅)
- 女友伴身邊（芙來田伊吹）
- Fate/Grand Order（賽米拉米斯）
- 魔法禁书目录 幻想收束（凯莉莎）
- 非人類学园（朱雀）
- 明日方舟(石棉)
- 通靈王：發奮丘戰記（瑪莉歐·法娜）
- 宿命迴響（四季・秋）

2023年
- 無期迷途（卡門奈特）

## 外部連結
- 個人網誌 （页面存档备份，存于）（日語）
- 真堂圭的X（前Twitter）